# Drie Broers

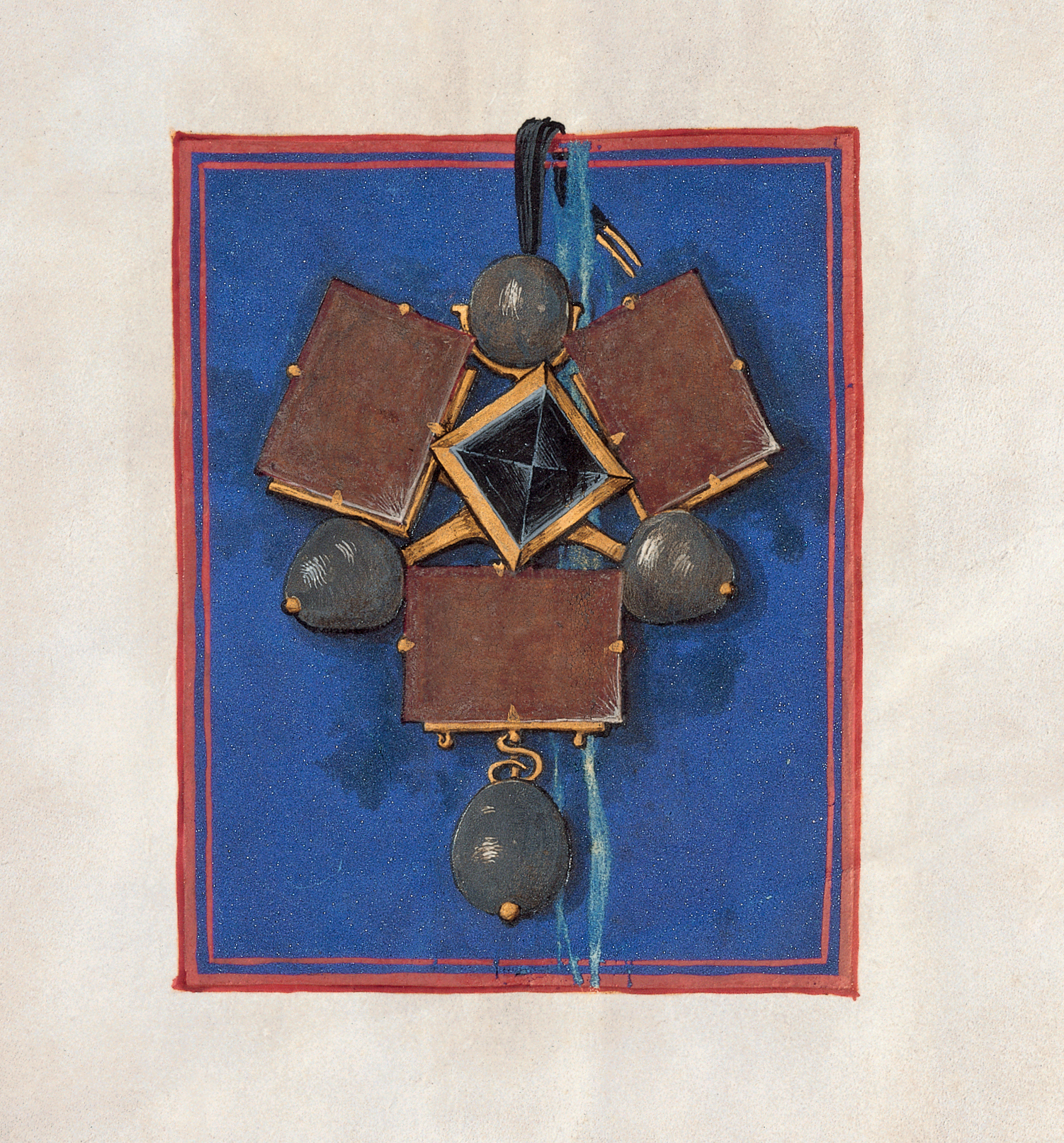
Miniatuur van de Drie Broers op ware grootte (H:21 cm, B:18 cm). Bazel.c. 1500. bron: ⓒHistorisches Museum Basel, Peter Portner

De Drie Broers  (ook bekend als The Three Brethren) is een legendarisch (verdwenen) juweel dat Jan zonder Vrees heeft laten vervaardigen rond drie volkomen identieke, rechthoekige tafelgeslepen spinellen uit India, gemonteerd met vier parels rond een diamant. Het had oorspronkelijk de functie van een gesp.

## Beschrijving
De exacte benaming van de rode edelstenen verschilt naargelang de bron: er wordt gesproken van spinellen, maar ook van 'bleke lange robijnen van elk 70 karaat, met in het midden een diep blauwe diamant, omringd met parels, deels ingewerkt  deels hangend' . Het is duidelijk te zien dat de onderste diamant de vorm heeft van een peer.
De Baselse miniatuur is de vroegste en meest getrouwe weergave van dit juweel, waarvan de afmetingen kunnen worden gegeven als 8,7 cm bij 6,9 cm volgens deze 1: 1 weergave. Een kleine onregelmatigheid is dat de centrale diamant iets buiten de as is gemonteerd.   
Het verslag van de deskundige bij het miniatuur, gedateerd 1505, concretiseert de voorstelling met de vermelding van de karaatgewichten:   
"Drie rechthoekig geslepen robijnen van 70 karaat elk omsluiten een diamant van 30 karaat geslepen in een half octaëder, het geheel wordt gecompleteerd door vier geperforeerde parels van respectievelijk 10-12 en 18-20 karaat."

## Geschiedenis

### Vroegste geschiedenis

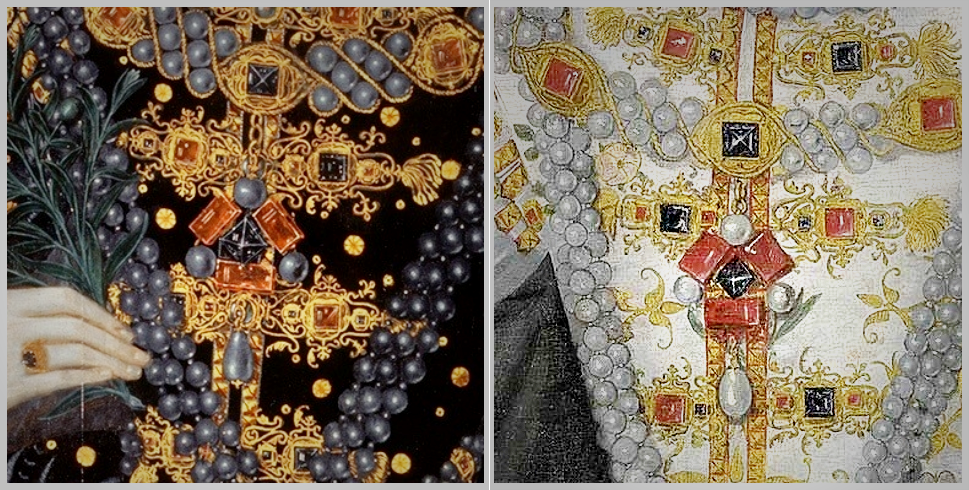
Detail van de Drie Broers op twee portretten van Elizabeth I (c. 1585-1587)

Jan zonder Vrees kocht het kostbare juweel in 1398, geheel naar de mode van die tijd. De goudsmid zou Herman Ruissel zijn geweest. In de departementele archieven van Dijon bestaat er een rekening (op 11 oktober)  en een kwijting (op 24 november 1398).
Het zou buitgemaakt zijn door de Eedgenoten, tijdens of na de Slag bij Grandson, in 1476, en kwam toe aan de Eedgenoten uit Bazel.
In 1505 verwierf de Jakob Fugger "de Rijke", en zijn broers Ulrich en Georg dit juweel (samen met nog andere) voor 40.200 gulden. Omdat de Baslers  stiekem wilden tewerk gaan (om niet beschuldigd te worden van verduistering), werd er gewerkt via tussenpersonen.

Gedurende veertig jaar werd het tevergeefs aan keizer Karel V en keizer Ferdinand I aangeboden maar konden (of wilden) de hoge vraagprijs ervoor niet betalen. 

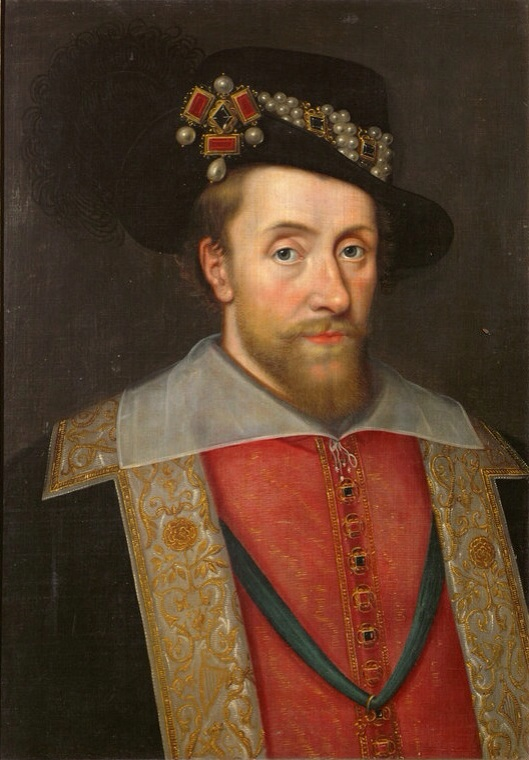
Jacobus I van Engeland draagt de Drie Broers in zijn hoofddeksel, naar John de Critz, c. 1605, Kunsthistorisches Museum Wien

### Een Engels kroonjuweel
In 1545 kreeg   Hendrik VIII van Engeland  het kleinood in zijn bezit.
Edward VI van Engeland kocht het juweel in 1551 en gaf het op 7 juni van dat jaar aan zijn groot-schatbewaarder William Paulet, waar het de volgende jaren verbleef. Na zijn overlijden erfde zijn halfzus Maria I van Engeland. Nadien werd het het geliefde juweel van  Elizabeth I van Engeland (zij droeg het op haar jurk). 
Het werd voor het laatst afgebeeld als hoedversiering op een portret van haar opvolger, Jacobus I van Engeland.

### Wijzigingen en de laatste sporen
Bij de poging van Jacobus I om te huwen met de Spaanse infanta Maria Anna van Oostenrijk, werd Jacobus' zoon Karel I van Engeland, in 1623 incognito naar Filips III van Spanje gestuurd om hierover te onderhandelen. Als 'overtuigingsmateriaal' werd een gedeelte van de Engelse kroonjuwelen meegegeven. Hij gaf echter vooraf de opdracht aan zijn kroonjuwelier George Heriot om de centrale blauwe piramidale diamant te verwijderen (dit werd beschouwd als de meest waardevolle in het geheel). 
Op 17 Maart 1623 schrijft Jacobus aan zijn zoon dat hij hem de 'nieuw gezette' Drie Broers zal toesturen om te dragen bij de besprekingen.
Karel I van Engeland (die op de troon kwam na het overlijden van zijn vader in maart 1625) werd voortdurend geplaagd door geldproblemen : de Drie Broers werden daarom in de Nederlanden in onderpand gegeven tussen 1626 en 1639. 
In het midden van de jaren 1640 was de monarchie zowat failliet. In een poging om de kroonjuwelen te verkopen stuurde Karel I zijn vrouw, Henriëtta Maria van Frankrijk, naar Den Haag.
Rond 1645 verdwijnt het spoorloos.

## Voorkomen in de literatuur
Tobias Hill schreef er de historische thriller Stenen Liefde over (2001).